# Band (Musik)

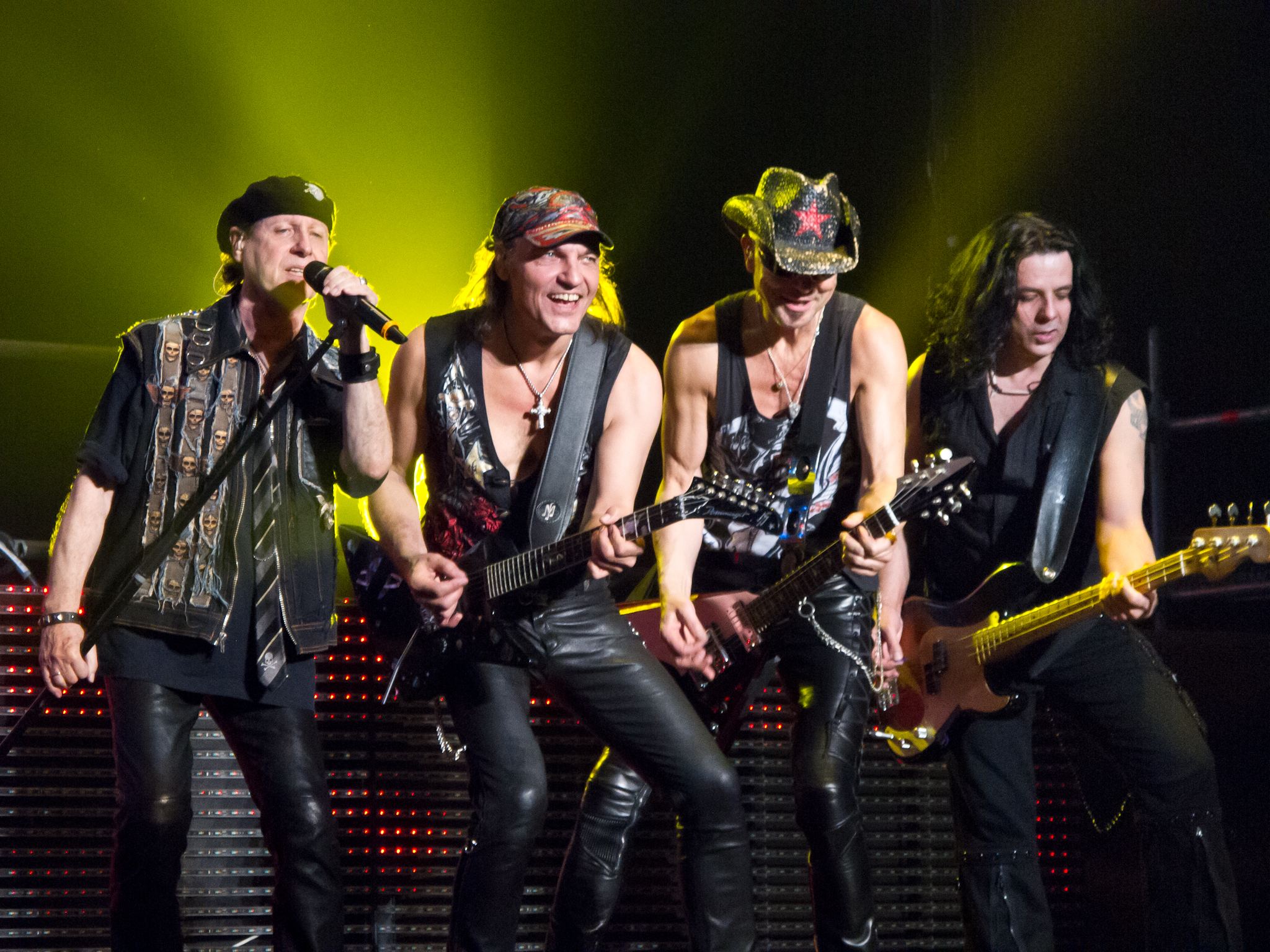
Eine Rockband, hier die Scorpions, 2014

Eine Band [bænd] ist eine Gruppe von Musikern, die sich üblicherweise unter einem Bandnamen zusammengeschlossen hat, um gemeinsam zu musizieren. Der Begriff wird im deutschsprachigen Raum überwiegend für Musikgruppen der Jazz-, Pop-,  Rock- und Country-Musik verwendet.
Frühere deutsche Bezeichnungen für Musikgruppen waren Musikkapelle, Tanzkapelle oder einfach Kapelle. Das Wort Band wurde nach 1945 ins Deutsche übernommen. Der Duden Rechtschreibung von 1957 enthielt es noch nicht; es war erst im Deutschen Fremdwörterbuch 1960 enthalten.

## Allgemeines
Die Mitglieder einer Band treffen bei gemeinsamen Proben, Musikaufführungen bzw. Tonaufnahmen aufeinander. Beim Musizieren sind sich die Bandmitglieder des Beitrags der jeweils anderen Mitglieder bewusst, um im Ergebnis ein stimmiges Arrangement zu erhalten und ein gutes Zusammenspiel der Band zu ermöglichen. Ebenfalls zu diesem Zweck sind in einer Band hinreichende Rollendifferenzierungen (etwa die Aufteilung in Rhythmusgruppe, Begleitung und Melodiestimme) üblich. Daneben verfolgen die Mitglieder einer Band einen gemeinsamen Zweck; sei es zumindest das gemeinsame Musizieren oder darüber hinaus verfolgte einheitliche Ziele wie den wirtschaftlichen oder künstlerischen Erfolg der Band. 
Anders als bei etwa klassischen Orchestern oder Ensembles oder bei Big Bands ist es bei Bands nicht unbedingt üblich, die Instrumental- oder Gesangsstimmen der einzelnen Bandmitglieder in Notenschrift festzuhalten. Verbreitet ist hingegen ein Zusammenspiel im Rahmen eines Stücks nach Absprache des Ablaufs, der Akkordreihenfolge bzw. nach Gehör; teilweise auch unter Anwendung von Leadsheets. Dies trägt den Umständen Rechnung, dass einerseits viele Pop- und Rockmusiker – in der Regel anders als insbesondere klassisch ausgebildete Musiker – keinen ausgeprägten musiktheoretischen Hintergrund haben und andererseits mit dieser Herangehensweise ein freieres Spiel ermöglicht wird, das die Kreativität des einzelnen Musikers fordert.

## Begriffsherkunft und Geschichte

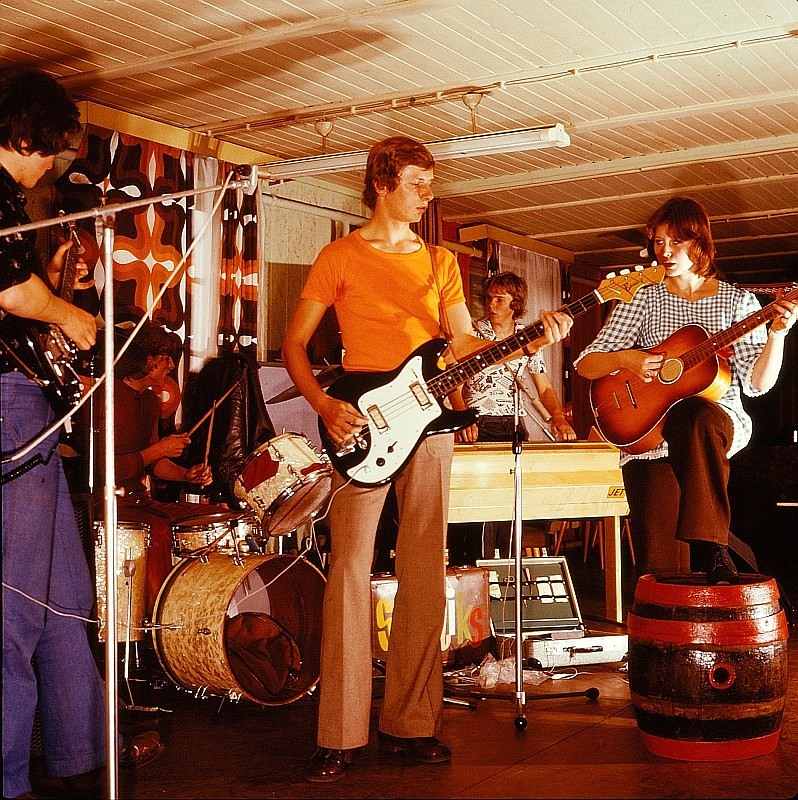
Eine Band in Hermsdorf (Thüringen), 1977 dort noch „Tanzkapelle“ genannt

Band bezeichnet im Englischen eine Mehrzahl von Personen. Das Wort ist aus dem mittelfranzösischen Wort bande (Schar, Truppe) entlehnt. Eine Band im Sinne einer organisierten Musikgruppe entstand wohl um 1660 für die Militärmusiker eines Regiments. Als König Karl II. am 29. Mai 1660 nach London zurückkehrte, um die Monarchie wiederherzustellen, spielte zu diesem Zweck feierlich eine Militärband. Vermutlich ist daher der Begriff Band auf die ersten Militärbands zurückzuführen, die musikalische Aufgaben für militärische Zwecke erfüllten. Die ersten Nachweise von Militärbands in öffentlichen Konzerten tauchten 1767 auf, als die Royal Band of American Musick (sic) ein erstes Konzert gab.
Die verstärkte Verwendung des Worts Band geht zurück auf die Street Bands und Marching Bands des frühen Jazz in New Orleans. Um 1750 erschien erstmals die Bezeichnung Band of musick bei Paraden zu öffentlichen und militärischen Anlässen. Eines der ersten frühen Beispiele für zivil organisierte Bands ist die von Josiah Flagg gegründete Band aus 1767, die bis 1773 bei fünf Konzerten in Boston auftrat. Die ersten Jazzbands waren Ableger von Brassbands aus New Orleans, die in Straßenparaden mitmarschierten oder zu sozialen Anlässen wie etwa Begräbnissen (Jazz-Beerdigung) auftraten. Zunächst wurden spontane Zusammentreffen mehrerer Jazzmusiker als Bands bezeichnet, später war ein zeitlich nicht begrenztes und organisiertes Zusammenwirken erforderlich. Dabei wurde zwischen Uptown bands (Afroamerikaner) und Downtown bands (Kreolen) unterschieden, keinesfalls hatten sie weiße Mitglieder. Die Eagle Band von Buddy Bolden gehörte bereits seit 1907 zu den frühen Musikgruppen, die sich offiziell Band nannten.

## Bandsmen

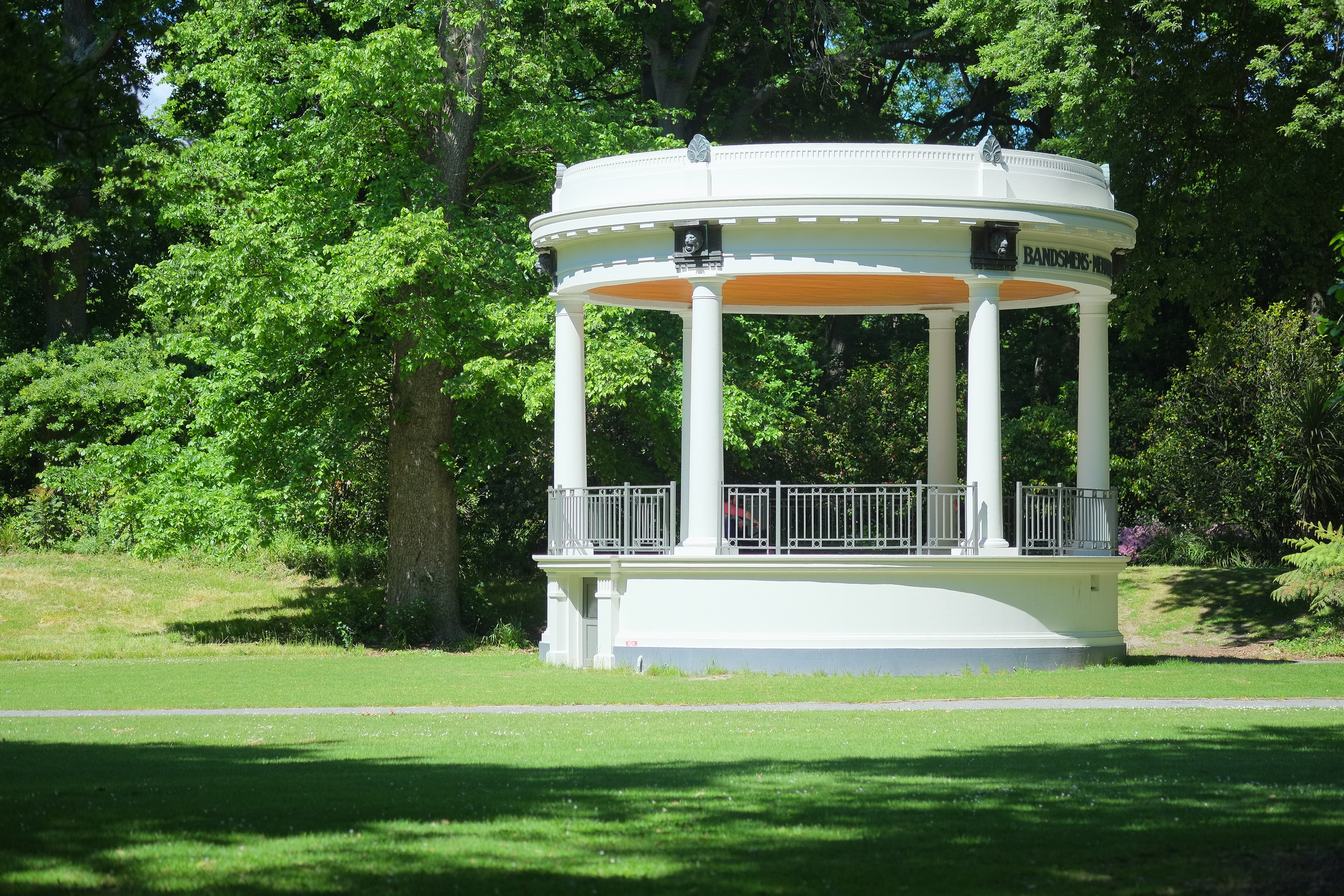
Bandsmen's Memorial Rotunda, Christchurch

Auch der englische Begriff Bandsmen für die Musiker einer Band kommt aus dem militärischen Sprachgebrauch. Noch bis 1994 gab es im britischen Heer den militärischen Rang Bandsman (Singular von Bandsmen) für Soldaten in einer Militärband mit einem Dirigenten, der den militärischer Rang Bandmaster trug. Im Hagley Park (Christchurch) erinnert das Denkmal Bandsmen's Memorial Rotunda an die im Ersten Weltkrieg gefallenen Militärmusiker. Auch bei Bands der Heilsarmee und bei Jazzbands werden die Musiker als Bandsmen bezeichnet.

## Arten

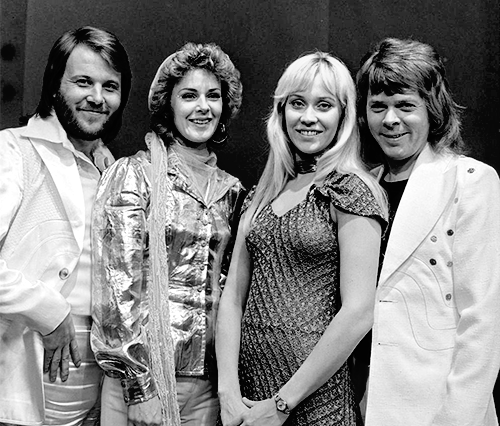
ABBA war eine erfolgreiche Popgruppe der 1970er Jahre

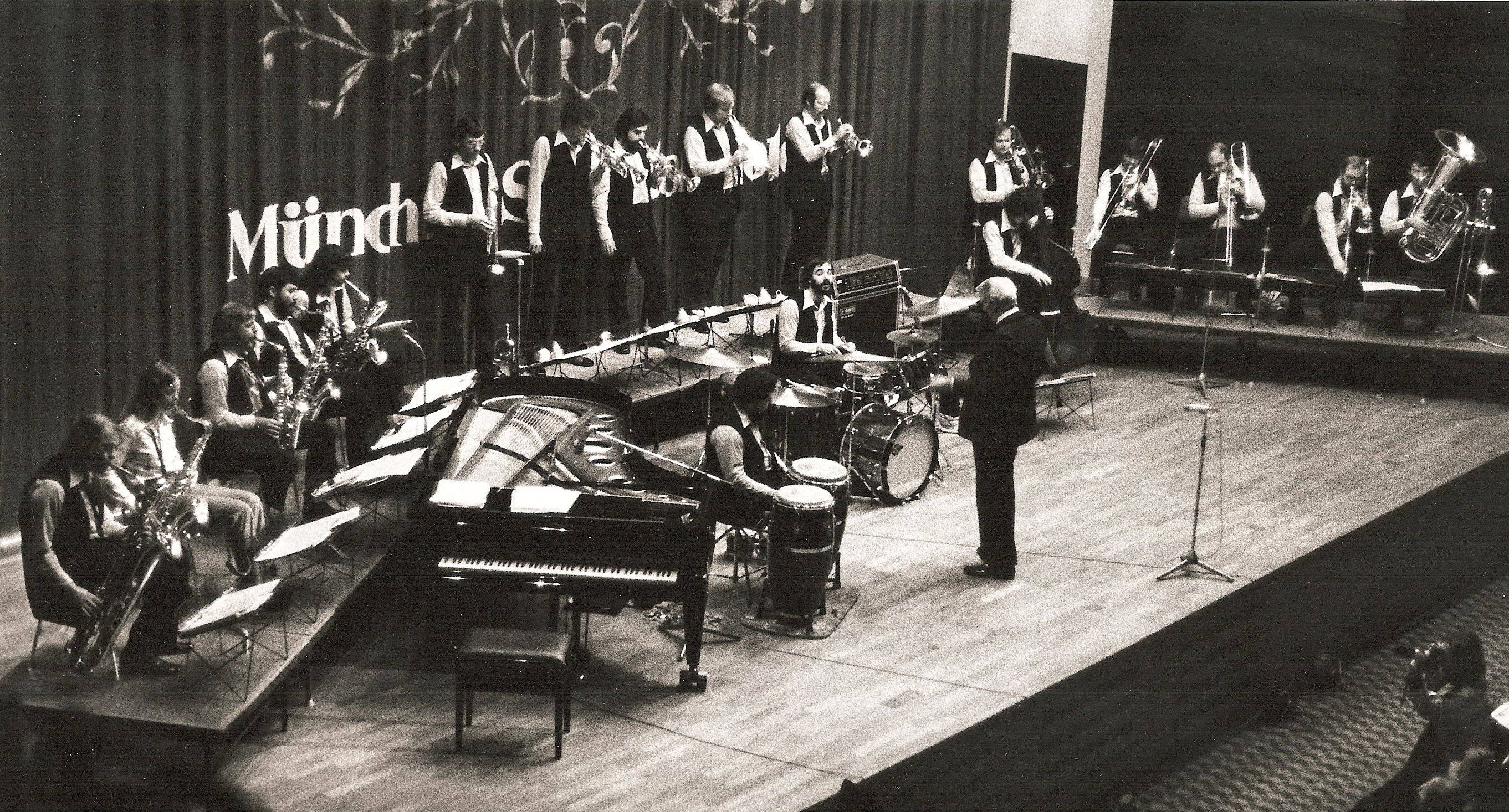
Eine Big Band besteht aus etwa 20 Musikern: Stan Kenton Big Band, 1973

Entsprechend der großen Bandbreite der von Bands gespielten Stilrichtungen der Musik gibt es vielfältige Möglichkeiten der Besetzung von Bands. Zur Klassifizierung von Bands werden teilweise – und nicht notwendigerweise – im Hinblick auf den vorrangig gespielten Musikstil und die Besetzung entsprechende Bezeichnungen verwendet.
Es werden beispielhaft einige Erscheinungsformen von Bands aufgeführt, wobei eine klare Klassifizierung in vielen Fällen nicht möglich oder sinnvoll ist, etwa wenn sich mehrere gespielte Musikstile überschneiden:
- Im Jazz ist allgemein von der Jazzband die Rede; Unterbezeichnungen sind Big Band oder Jazz-Combo. Big Bands sind eine großorchestrale Form im Jazz und können bis in die Entstehungsgeschichte des Jazz zurückverfolgt werden, als die von der Personenzahl vergleichbaren Brassbands auftraten.

- Beatband war ab etwa 1960 die Bezeichnung für zunächst in Großbritannien gegründete Gruppen, die Beatmusik spielten und vom amerikanischen Rock ’n’ Roll und Blues beeinflusst waren. Ihre Vorläufer waren britische Skifflebands.

- Rockbands sind Gruppen, die Rockmusik spielen. Die klassische Rockbesetzung besteht aus Sänger oder Sängerin, zwei E-Gitarren, einem E-Bass und dem Schlagzeug. Eine kleinere Rockband oder Rock-and-Roll-Band nennt man umgangssprachlich[9][10] gelegentlich auch Combo.

- Popbands oder Popgruppen sind Bands, die Popmusik spielen. Dabei ist der Begriff der Popgruppe in der Musikwissenschaft ebenso umstritten und unscharf wie der Inhalt des Begriffs Popularmusik.[11]

- Countrybands spielen Country-Musik und besitzen in ihrer klassischen Form einige den sonstigen Bands fremde Musikinstrumente wie Pedal-Steel-Gitarre, Dobro oder Banjo.

- Entsprechend kann man je nach dem prägenden Musikstil der Band die Bezeichnungen Soulband, Punkband oder Synthie-Pop-Band usw. verwenden.

- Einige Bezeichnungen weisen auf die hauptsächlich eingesetzten Musikinstrumente hin. Die Steelband spielt überwiegend auf Steel Pans, die Stringband verwendet Saiteninstrumente, in der Brassband dominieren die Blasinstrumente.

- Eine Marching Band ist eine Band, die leichte, gut transportable Musikinstrumente nutzt und während des Musizierens marschiert. Eine nichtmarschierende Marching Band nennt man Pep Band.

- Showbands und Tanzorchester spielen Tanzmusik.

- Coverbands spielen Coverversionen bekannter Musikstücke.

- Ein-Mann-Orchester besteht aus einer Person, die mehrere Instrumente simultan spielt.

- Militärmusikensembles spielen überwiegend Marschmusik und Militärmusik.

- Im Hip-Hop spricht man von Crews, die u. a. aus MCs und DJs bestehen. Oft stoßen auch Live-Instrumentalisten zur Crew.

## Frontleute
Bands haben in der Regel einen oder mehrere Frontleute. Ein Frontmann (abgeleitet von engl. frontman) oder eine Frontfrau nimmt in der Wahrnehmung des Publikums eine herausgehobene Stellung ein und kommuniziert mit diesem üblicherweise bei Konzerten, etwa mittels Ansagen. Frontleute übernehmen meist die führende Gesangsstimme und spielen nicht notwendigerweise ein Instrument. Sie befinden sich bei Konzerten ganz vorne auf der Bühne und sind als „Aushängeschild“ häufig das bekannteste Gruppenmitglied, was im Rahmen der Vermarktung meist beabsichtigt ist.

## Bandleader
Musikgruppen können aus einigermaßen gleichberechtigten Mitgliedern bestehen oder besitzen ein oder mehr führende Mitglieder, sogenannte Bandleader. Er ist in der Regel ein Dirigent oder Bandmitglied, welches die Entscheidungsgewalt über bedeutende Fragen etwa in musikalischer oder organisatorischer Hinsicht besitzt und die Formation auch in der Öffentlichkeit, etwa bei Interviews, repräsentiert. Insbesondere in Fällen sehr bestimmender Bandleader kann die Gruppe nach diesem benannt sein; sie können zugleich Arbeitgeber ihrer Band sein und Vertragspartner etwa von Plattenfirmen und Konzertveranstaltern sein. Die Begriffe Bandleader und Frontmann sind nicht gleichbedeutend, fallen aber häufig in derselben Person zusammen – bekanntes Beispiel ist Jon Bon Jovi, Bandleader und Frontmann der Band Bon Jovi.

## Rechtsfragen
Im deutschen Recht wird nicht von Band, sondern von Musikgruppe gesprochen. Sie ist meist als eine Gesellschaft bürgerlichen Rechts (GbR) zu qualifizieren, auch wenn es einen nach § 705 BGB erforderlichen Gesellschaftsvertrag nicht in Schriftform gibt. Zur Gründung der GbR genügt es bereits, wenn die Band wirtschaftlich erfolgreich sein will. Der Bandname kann gegen eine widerrechtliche Nutzung geschützt werden. Das örtlich zuständige Patentamt schützt den Bandnamen als eingetragene Marke (Dienstleistungsklasse 41). Eine Eintragung der Marke im Markenregister bewirkt, dass die Band ein Monopolrecht an ihrem Namen genießt. Einerseits darf die Band als einzige den Namen verwenden, andererseits kann sie rechtlich gegen andere vorgehen, die den gleichen Namen für Produkte oder Dienstleistungen der gleichen Klassen benutzen. 
Das Recht am Namen (§ 12 BGB) und an der geschäftlichen Bezeichnung (§ 5 MarkenG) und der hiermit verbundene wirtschaftliche Wert („Good will“) gehört nach § 718 BGB zum Gesellschaftsvermögen der Band als GbR. Dieses Recht am Namen steht allen Bandmitgliedern zur gesamten Hand zu, der Einzelne kann also nicht alleine hierüber verfügen (§ 719 Abs. 1 BGB). Bei der Wahl des Gruppennamens ist darauf zu achten, dass dieser keine Schutzrechte Dritter verletzt und selbst hinreichende Kennzeichnungskraft besitzt, um seinerseits schutzfähig zu sein. Es besteht sowohl ein Verwechslungsschutz (§ 15 Abs. 2 MarkenG) als auch ein Bekanntheitsschutz nach § 15 Abs. 3 MarkenG. Jedes einzelne Bandmitglied kann – auch gegen den Willen der übrigen Mitglieder – die Musikgruppe durch einseitige Kündigung beenden.
Die vorübergehende Auflösung einer Musikgruppe führt nach Auffassung des Hanseatischen Oberlandesgerichtes nicht dazu, dass deren Rechte an dem von der Musikgruppe verwendeten Namen erlöschen. Es komme für kommerzielle Verwertungsmöglichkeiten an den Werken der Gruppe nicht darauf an, ob diese Musikgruppe noch weiter in ihrer Formation fortbestehe und ggf. neue Werke herausbringe. Bei der Beurteilung der Frage, wann ein Kennzeichenschutz erlösche, habe man darauf abzustellen, ob die geschäftliche Bezeichnung noch in einer Art und Weise verwendet werde, die der Verkehr als Hinweis auf ein bestimmtes Unternehmen ansehe oder nicht. Das OLG ging im Urteil nicht davon aus, dass der Antragsgegner des Verfahrens ernsthaft die Auffassung vertreten wolle, dass die Gruppenbezeichnung „The Beatles“ mit der Trennung der Gruppe im September 1969 gemeinfrei geworden sei, obwohl die Bandmitglieder bis heute unter ihrem Gruppennamen Beatles erfolgreich ihre Produkte vermarkten würden.